# Zona de Fresnel

D es la distancia entre el emisor y el receptor;
r es el radio de la zona Fresnel.

Se denomina Zona de Fresnel (por el físico francés  Augustin-Jean Fresnel) al volumen de energía finito entre un emisor y un receptor. La conexión entre estos es una onda electromagnética en la cual el  desfase entre las ondas de dicho volumen no debe superar los 180°; debido a que una antena situada en un espacio libre radia energía de onda en la dirección deseada, esta energía posee una densidad de flujo de potencia y es de valor finito. En estas conexiones se presentan pérdidas por difracción las cuales ocurren por el bloqueo de ondas secundarias, causando el bloqueo de la energía de alguna de las zonas de Fresnel.

Las zonas de Fresnel se encuentran sobre la superficie de un elipsoide de revolución, en dónde sus focos son el transmisor y el receptor, existen {\displaystyle N}cantidad de zonas de Fresnel. Dentro del elipsoide se debe evitar introducir atenuaciones adicionales a la onda de propagación para una mayor intensidad de campo, para esto no se deben tener obstrucciones y garantizar un 100% de despeje en la primera zona de Fresnel. En caso de que exista una sola obstrucción se presenta el modelo de difracción de filo de cuchillo el cual es el modelo más simple, y se explicara más adelante.
En pocas palabras, consiste en determinar qué zona del espacio entre emisor y receptor debe estar libre para evitar que ondas reflejadas o refractadas produzcan interferencia destructiva que cause reducción de la potencia de la señal o cancelación por fase.

## Difracción

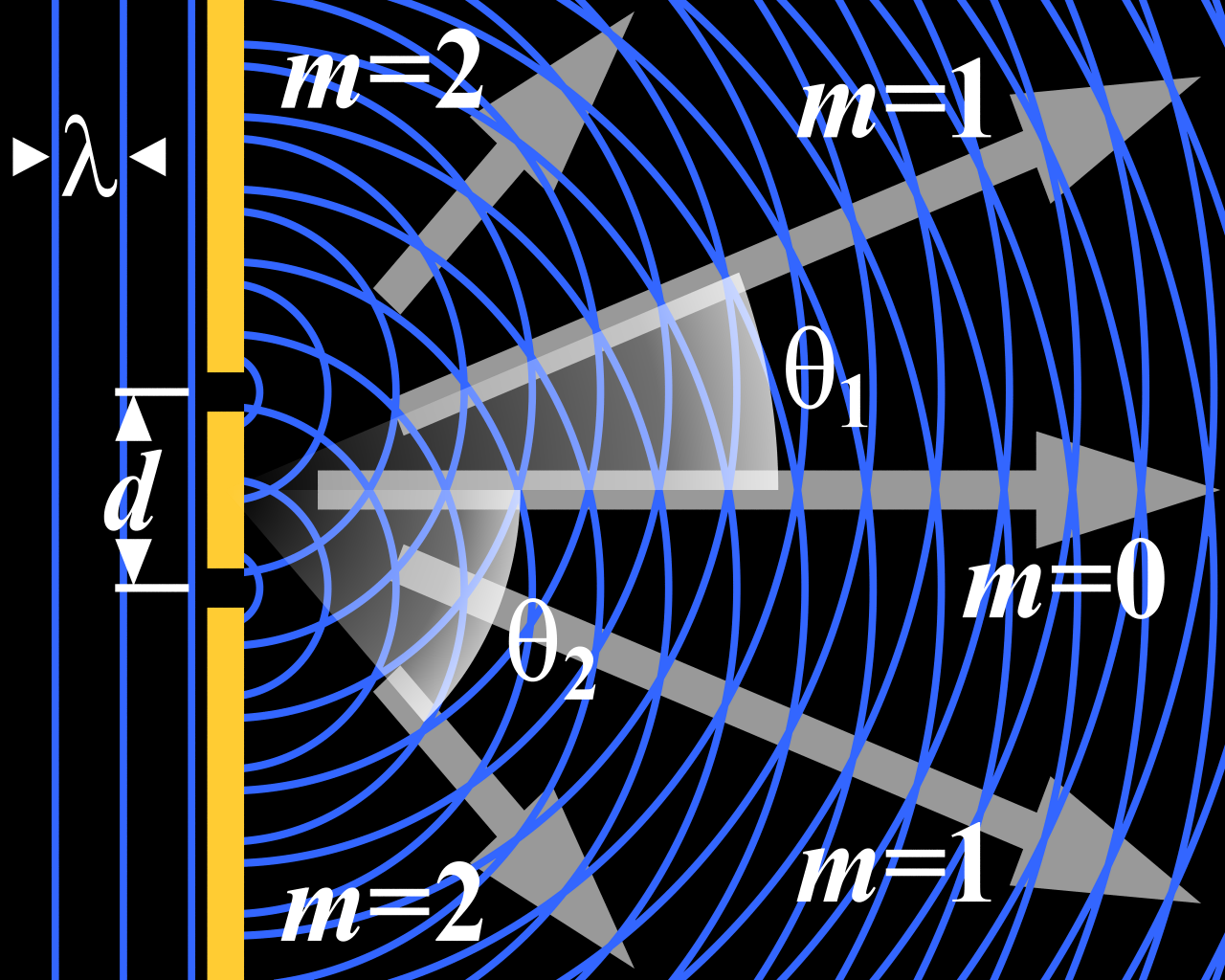
Principio de Huygens-Fresnel

En el foco de recepción se presenta una estructura de campo formada por la recepción de múltiples rayos, los cuales llegan por el mecanismo de propagación denominado difracción. Este mecanismo se da cuando obstáculos presentes en la trayectoria interfieren en la primera zona de Fresnel; los rayos emitidos por la antena transmisora inciden sobre estos obstáculos se difractan sobre estos y retoman su camino para llegar a la antena de recepción. Teniendo en cuenta la cantidad de obstáculos que interfieran en la primera zona de Fresnel, la geometría de estos, la profundidad con la que interfieren, el terreno, la vegetación, el valor de la constante {\displaystyle K}(valor asignado a la troposfera normal {\displaystyle K=4/3}) y la frecuencia de operación, los rayos difractados llegaran al punto de recepción con una amplitud y una fase que pueden generar así una interferencia constructiva (aumento en el nivel de la señal recibida) o destructiva (disminución en el nivel de la señal recibida).

### Principio de Huygens
El principio de Huygens nos permite explicar fenómenos ondulatorios relacionados con la propagación de la onda, este establece que cada punto del frente de una onda progresiva es la fuente de una nueva onda esférica secundaria, con la suma de estas ondas podemos determinar la forma de la onda en cualquier momento posterior, utilizando este principio también es posible calcular el campo electromagnético en cualquier punto del espacio..

## Geometría de las Zonas de Fresnel
La geometría de las zonas de Fresnel considera que el transmisor está separado del receptor en el espacio libre con una pantalla obstruyendo el enlace a una altura efectiva {\displaystyle h} y con un ancho infinito que se encuentra a una distancia {\displaystyle d_{1}}del transmisor y a una distancia {\displaystyle d_{2}} del receptor, entonces la diferencia entre la trayectoria de la línea de vista y el camino difractado se denomina  longitud del camino en exceso ({\displaystyle \Delta }) , como se observar en la Figura 1. 

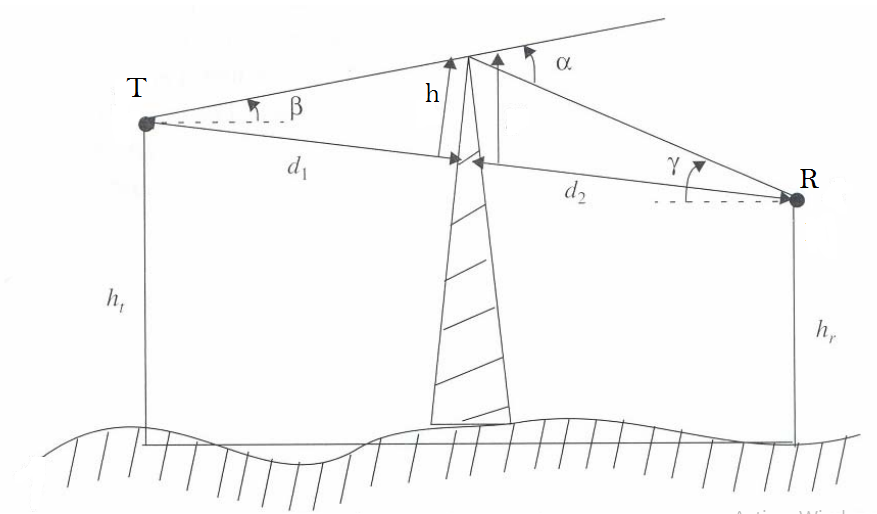
Figura 1. Geometría de difracción cuando el transmisor y receptor no están a la misma distancia.

La longitud del camino en exceso, puede ser obtenido por la geometría de la Figura 1.
{\displaystyle \Delta ={{\frac {h^{2}}{2}}{}{\frac {(d_{1}+d_{2})}{d_{1}d_{2}}}}}
Donde: 
{\displaystyle h} = altura efectiva de la pantalla.
{\displaystyle d_{1}}= distancia de la pantalla al transmisor. 
{\displaystyle d_{2}}= distancia de la pantalla al receptor.
{\displaystyle \Delta } = longitud de la trayectoria en exceso.            
El desfase entre las dos trayectorias {\displaystyle d_{1}} y {\displaystyle d_{2}} corresponde a:            
{\displaystyle \phi ={\frac {2\pi \Delta }{\lambda }}}
Remplazando {\displaystyle \Delta } la ecuación queda:            
{\displaystyle \phi ={\frac {2\pi h^{2}(d_{1}+d_{2})}{\lambda 2(d_{1}*d_{2})}}}
Debido a estas ecuaciones, se puede deducir que la diferencia de fase entre la línea de vista y el camino difractado es función de la altura y posición de la obstrucción, así como también de la posición de la antena transmisora y receptora.

Figura 2. Círculos concéntricos los cuales definen los límites de las zonas sucesivas.

Las zonas de Fresnel explican el concepto de pérdida por difracción en función de la diferencia de trayectoria alrededor de una obstrucción. Las zonas de Fresnel representan regiones sucesivas donde las ondas secundarias tienen una longitud de ruta desde el transmisor hasta el receptor que son de {\displaystyle n\lambda /2} mayores que la longitud de ruta total de una ruta de la línea de vista. La figura 2 muestra un plano transparente ubicado entre un transmisor y un receptor. Los círculos concéntricos en el plano representan el lugar de los orígenes de las onditas secundarias que se propagan hacia el receptor de tal manera que la longitud total del camino aumenta en {\displaystyle \lambda /2} para círculos sucesivos. Estos círculos se llaman zonas Fresnel. Las zonas sucesivas de Fresnel tienen el efecto de proporcionar alternativamente interferencia constructiva y destructiva a la señal recibida total. El radio del entonces círculo de la zona de Fresnel se denota por {\displaystyle r_{n}}.

{\displaystyle r_{n}={\sqrt {\frac {n\lambda d_{1}d_{2}}{d_{1}+d_{2}}}}}
Donde:
{\displaystyle r_{n}} = radio de la zona de Fresnel (n=1,2,3...).

{\displaystyle d_{1}} = distancia desde el transmisor al centro del elipsoide en metros.

{\displaystyle d_{2}} = distancia desde el centro del elipsoide al receptor en metros.

{\displaystyle \lambda } = longitud de onda de la señal transmitida en metros.
El radio de los círculos concéntricos depende de la posición del plano. Las zonas de Fresnel que se observan en la Figura 2. Tendrán un máximo de radio si el plano se ubica en la mitad del transmisor y receptor y se vuelve más pequeño a medida que se acerca a cualquiera de las dos antenas.

## Pérdidas por difracción
En los sistemas de comunicación, las pérdidas por difracción ocurren por el bloqueo de ondas secundarias, tal que solo una porción de la energía es difractada alrededor del obstáculo. Esta obstrucción causa el bloqueo de la energía de alguna de las zonas de Fresnel, es por esto, que solo una parte de la energía transmitida es alcanzada por el receptor. Dependiendo de la geometría de la obstrucción, la energía recibida es la suma de vectores de contribuciones de energía de todas las zonas de Fresnel no obstruidas.
Para expresar esto de manera cuantitativa, se usa la teoría clásica de difracción y se reemplaza cualquier obstrucción a lo largo del camino por un plano absorbente colocado en la misma posición.  El plano es normal al camino directo y se extiende hasta el infinito en todas las direcciones, excepto verticalmente, donde se detiene a la altura de la obstrucción original. Esta expresión está dada por:
{\displaystyle {\frac {E_{d}}{E_{o}}}=F(v)={\frac {(1+j)}{2}}\int _{v}^{\infty }exp(-j{\frac {\pi }{2}}t^{2})dt}
Donde:
{\displaystyle E_{d}} = Intensidad del campo eléctrico.

{\displaystyle E_{0}} = Fuerza de campo del espacio libre en ausencia del suelo.

{\displaystyle F(v)} = Integral compleja de Fresnel.

{\displaystyle v} = Parámetro de difracción por dimensiones Fresnel-Kirchoff.

El parámetro de difracción por dimensiones Fresnel-Kirchoff {\displaystyle v} se determina de la siguiente manera: 
{\displaystyle v=h{\sqrt {\frac {2(d_{1}+d_{2})}{\lambda d_{1}d_{2}}}}}
Donde:
{\displaystyle h} = Es la altura de la cima del obstáculo sobre la recta que une los dos extremos del trayecto.

{\displaystyle d_{1},d_{2}} = Son las distancias desde los dos extremos del trayecto a la cima del obstáculo.

{\displaystyle \lambda } = Longitud de onda de la señal.

Se observa que si la obstrucción se encuentra debajo de la línea de visión, entonces {\displaystyle h}, es negativa.  Si el camino está realmente obstruido, {\displaystyle h} es positiva. Esto suele llamarse difracción de filo de cuchillo y es el término utilizado para describir esta situación.

## Modelo difracción filo de cuchillo
El efecto de filo de cuchillo o difracción de bordes se puede determinar con el principio de Huygens-Fresnel.
En la propagación electromagnética se trata de un re-direccionamiento causado por la difracción de las ondas de radio al golpear sobre colinas, edificaciones u otro obstáculo cuyo ángulo es agudo. Aunque el cálculo de estas pérdidas en terrenos irregulares es un problema matemático complejo, se han realizado diferentes expresiones para las pérdidas de difracción en casos simples.
Cuando la difracción es causada por un solo objeto, como una colina o edificación, la atenuación (perdida de potencia) causada por la difracción se puede estimar tratando la obstrucción como un filo de difracción. Este es el más simple de los modelos, y la pérdida de difracción en este caso se pueden estimar fácilmente utilizando la solución de Fresnel clásica para el campo detrás del filo de un cuchillo. La figura 3. ilustra este enfoque.

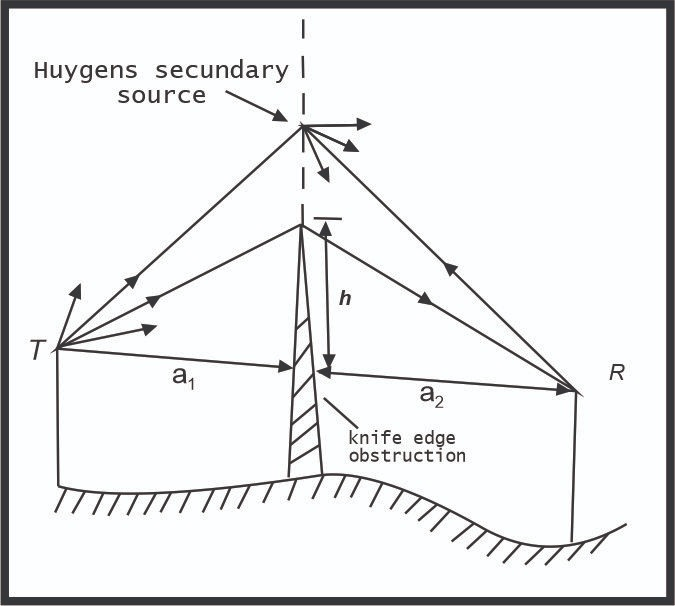
Figura 3. Geometría de difracción con filo de cuchillo.

Considere un receptor en el punto R. ubicado en la región sombreada. la intensidad de campo en el punto R. en la Figura 4. es una suma vectorial de campos debido a todas las fuentes secundarias de Huygens en el plano sobre el filo de cuchillo.
La ganancia de difracción debido a la presencia de un filo en comparación con el campo E del espacio libre, viene dado por:
{\displaystyle G_{d}(dB)=20L_{o}g|F(v)|}
La Figura 4. nos muestra la pérdida (dB) causada por la presencia del obstáculo, en función de ν. Para ν mayor que –0,7, un valor aproximado puede obtenerse de la expresión:
{\displaystyle J(v)=6.9+20Log{\sqrt {(v-0.1)^{2}+1}}+v-0.1}

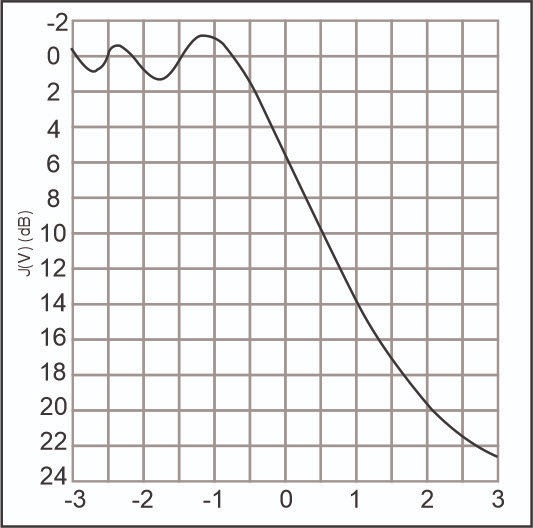
Figura 4. Perdida de difracción de filo de cuchillo en función del parámetro de difracción de Fresnel v.

Pasos para determinar las pérdidas por difracción de filo de cuchillo:
{\displaystyle Paso1:} Calcular el parámetro geométrico ν mediante cualquiera de las ecuaciones anteriormente mencionadas. 
{\displaystyle Paso2:} Calcular el factor de pérdida {\displaystyle j(v)=10^{\frac {J(v)}{20}}} asociado con cada arista mediante la ecuación anterior J(V).
{\displaystyle Paso3:} Calcular la pérdida por difracción mínima Jmín mediante la expresión:
{\displaystyle Jmin(v)=-20Log({\frac {1}{j_{1}(v)}}+{\frac {1}{j_{2}(v)}}+{\frac {1}{j_{3}(v)}})dB}
{\displaystyle Paso4:} Calcular la pérdida por difracción media Jav mediante la expresión:
{\displaystyle Jav(v)=-10Log({\frac {1}{j_{1}^{2}(v)}}+{\frac {1}{j_{2}^{2}(v)}}+{\frac {1}{j_{3}^{2}(v)}})dB}

## Ejemplos de zona de Fresnel
La identificación de las zonas de Fresnel en radio enlaces, es posible mediante algunos software especializados para esto. Un ejemplo claro es el uso del software Radio mobile. En sus tantas utilidades se encuentra el análisis de las zonas de Fresnel y el peor Fresnel que puede tener el sistema. El peor Fresnel en pocas palabras representa el peor escenario en el que un obstáculo obstruye las llamadas zonas de Fresnel en todo en enlace de radio. 

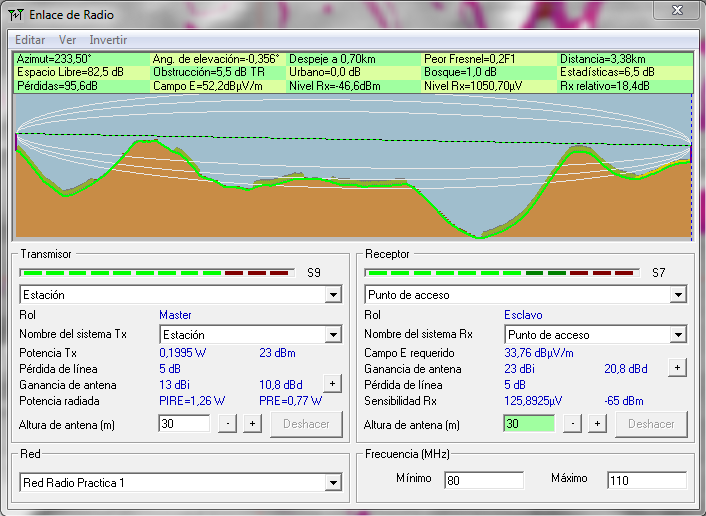
Figura 5.Enlace realizado mediante el software radio-mobile

El peor Fresnel representa el peor escenario en el que un obstáculo obstruye las llamadas Zonas de Fresnel en todo en enlace de radio, para el caso de la Figura 5, se puede leer que un 20% de la primera zona de Fresnel se encuentra despejado.
Para dar varios ejemplos de cómo leer esta información en el software, se relacionan los siguientes:
- Peor Fresnel = 0,8F1 = 80% de la primera zona de Fresnel despejada.
- Peor Fresnel = 1,5F1 = primera zona despejada totalmente y 50% de la segunda zona de Fresnel despejada.
- Peor Fresnel = 3,1F1 = tercera zona despejada totalmente y 10% de la cuarta zona de Fresnel despejada.

Cuando este dato se presenta en un radio enlace como un valor negativo, significa que la línea de vista está completamente obstruida y la Zona de Fresnel que se invade inicia desde la línea de vista hacia arriba.